# Раф кафа
Раф кафа (скраћено „Раф”) је напитак од кафе који се припрема додавањем крема на пари са малом количином пене (0,5 cm) у једну чашицу еспреса. Често се служи са сирупом.
Раф је популаран у Русији и земљама бившег СССР-а. У основи сличан лате-у, али се разликује додавањем ванила шећера и павлаке уместо млека. Појавио се крајем 1990-их.

## Начин кувања
Прво се у посуду за кафу сипа мало сирупа, затим 35 милилитра еспреса. Затим се додаје загрејана павлака са ванилиним шећером, сви састојци се загревају на 65°C у бокалу. Често се готов раф посипа млевеним циметом. Постоје различите варијације пића са додатком одређених састојака: јаворов сируп, мед уместо шећера, сируп од базге, лаванда и тако даље.

## Прича
Према легенди, раф кафа се појавила као резултат експеримената у московском кафићу Coffee Bean 1996—1997. Редовни посетилац кафеа Рафаел одбио је обичну кафу и замолио је баристу да смисли нешто ново за њега. Као резултат експеримента три бариста Глеба Невеикина, Артјома Берестова и Галине Самокхине основана је рад кафа. Касније су посетиоци, којима се допао нови производ, почели да га траже, а постепено је име скраћено на „раф”. Временом, како су баристи почели да раде у друге кафиће, ово пиће је почело да се служи и тамо, што је постало популарно у кафићима широм Русије. Сматра се веома популарним пићем од кафе у Москви и Русији. До 2018. раф кафа се проширила изван Русије, у Украјини, Казахстану и Белорусији. Груба кафа је практично непозната ван ЗНД, иако се према неким извештајима ово пиће прави и у неким чешким кафићима, као у Израелу и Индонезији.
Неки руски стручњаци за кафу критикују раф кафу јер укус кафе и ванилин шећера практично пригушује арому еспрес. Међутим, сви се слажу да је овај напитак од кафе једна од ретких иновација кафе која долази из Русије. Поред тога, саму чињеницу популарности прилично слатког пића они указују као карактеристичну особину руске културе кафе.